# Veilingvereniging Westland Zuid

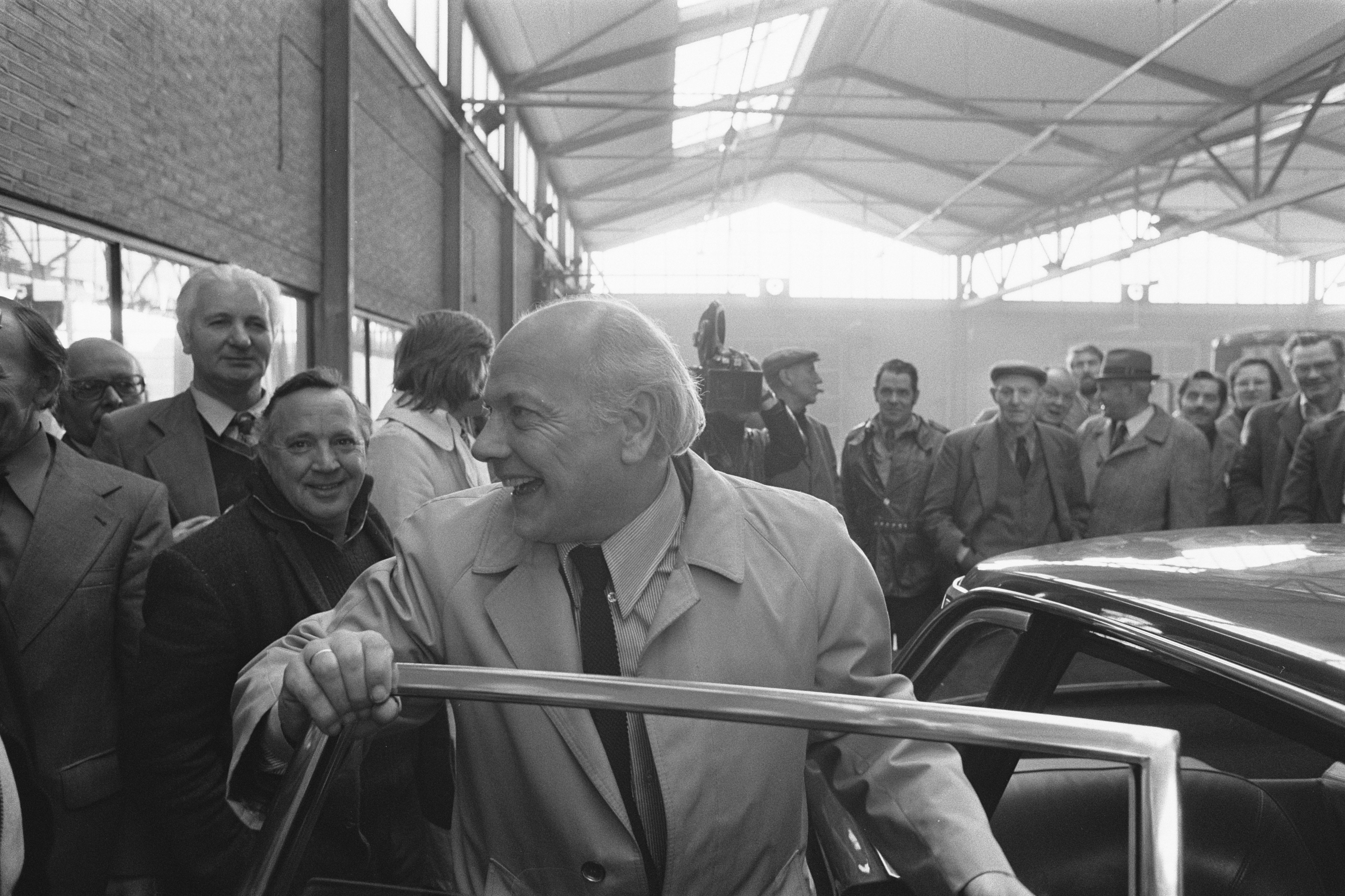
Premier Den Uyl bij een bezoek aan veilinghal Westland Zuid in 1974, te midden van enkele tuinders

Veilingvereniging Westland Zuid, later gewijzigd in Coöperatieve Tuinbouwveilingvereniging Westland Zuid was van 1972 tot en met 1988 een groente- en fruitveiling in de Nederlandse plaats 's-Gravenzande, ontstaan uit een fusie tussen de veilingen Woutersweg, Monster, Zwartendijk, Naaldwijk en 's-Gravenzande. De veiling aan de 's-Gravenzandse Gasthuislaan ging in 1988 op in Veiling Westland-West. De vestiging 's-Gravenzande sloot eind 1992.

## Geschiedenis

### Oprichting en bouw
In 1960 waren bij de Centraal Bureau voor de Tuinbouwveilingen in Nederland nog 127 groente- en fruitveilingen aangesloten. Het jaar erop werd door deze instantie gepleit voor meer concentratie van veilingen om meer aan de eisen van de toekomst te kunnen voldoen. Met de komst van de Europese Economische Gemeenschap en het openstellen van de grenzen steeg de export van tuinbouwproducten. Daarnaast vond een concentratie plaats van exportbedrijven en van grootwinkelbedrijven. Met de opkomst van supermarkten veranderde veel. Zij vroegen om standaardisatie in sortering en verpakking. Een commissie bracht in 1962 een rapport uit met het advies om de veilingen in het Westland te reduceren tot vier. Een concentratie zou leiden tot lagere kosten en hogere opbrengsten. Leden van de veilingen voelde echter weinig voor een concentratie en lange tijd gebeurde er dan ook niks. Zij vreesden voor files onderweg naar de veilingen. Ook aan de koperskant was er bezwaar tegen een concentratie van veilingen.
Veiling Westland Noord ging Zuid voor en kwam tot stand na een fusie van Poeldijk, Loosduinen, Honselersdijk en Wateringen. De besprekingen begonnen in 1963 en op 2 januari 1970 werd een nieuw veilingcomplex in gebruik genomen. Na deze fusies, zouden er nog drie veilingen overblijven in het Westland: Westland Noord, Westland Zuid en Delft-Westerlee.
De veilingen Fruit- en Groentenveilingvereniging 'Woutersweg', Veilingvereniging 'Westland', te Monster, Fruit- en Groentenveilingsvereniging 'Zwartendijk', Coöperatieve Fruit- en Groentenveiling 'Naaldwijk' en Veilingvereniging 'Westland', afdeling 's-Gravenzande zagen in dat zij op elkaar waren aangewezen en startten de besprekingen voor een fusie in 1967. Bond Westland, dat een federatieve organisatie was voor de veilingen, begeleidde en stuurde de veilingen. In 1968 waren de veilingen het eens over het plan en besloot men een fusierapport op te maken. De keuze voor de locatie van de nieuwe veiling viel op 's-Gravenzande. Het fusierapport werd op 13 maart 1970 aan de leden van de vijf veilingen ter stemming voorgelegd en zij stemden allen in met de vereiste 3/4 meerderheid. Alleen Zwartendijk had niet de 3/4 meerderheid, maar na een nieuwe stemronde, waar werd benadrukt dat Zwartendijk in een isolement zou raken, werd toch met het vereiste aantal ingestemd. Op 1 mei 1970 werd de Veilingvereniging 'Westland Zuid' officieel opgericht.
Grond werd aangekocht en voorbereidingen voor de nieuwbouw werden getroffen. Tevens werd 9 miljoen gulden voorgeschoten om ontsluitingswegen rond de veiling snel aan te kunnen leggen. Later zou de veiling dit geld terugkrijgen van de gemeenten en provincie Zuid-Holland. In 1971 begon de nieuwbouw op 18 hectare en op 1 januari 1972 was alles gereed. Op 3 januari was de eerste veildag en de producten brachten goede prijzen op. Producten werden verkocht door middel van afslag met een veilingklok.
Het aantal leden bedroeg in 1972 1000 groentetelers die gezamenlijk 500 hectare tuinbouwgrond hadden. De jaaromzet bedroeg 83 miljoen gulden en de leden waren verplicht de gehele opbrengst voor de veiling te brengen. Zowel tuinders als de handel waren tevreden over de nieuwe veiling. Sla en tomaten zorgden voor 84% van de omzet.

### Groei en innovaties
Westland Zuid was de eerste veiling die plastic kratten introduceerde voor bladgroenten in plaats van de tot dan toe gebruikte houten kratten. De proef werd positief ervaren door handel en tuinders omdat het uniformer en lichter was en hiermee vracht- en arbeidskosten werden bespaard. Het idee werd omarmd en de palletpoolorganisatie wilde de bakken beheren waardoor het mogelijk was de bakken overal in te leveren. De pool groeide van Zuid-Holland uit tot een Europese organisatie. Een andere innovatie die bij Westland Zuid in 1973 begon was het verpakken van sla meteen na het oogsten. In de jaren zeventig van de twintigste eeuw verlangden supermarkten sla in plastic zakjes. Tot dan toe verpakten de kopers de sla wat tijdrovend was en voor kwaliteitsverlies zorgde. Er was weerstand vanuit commissionairs omdat zij hiermee werk en hun dominante positie in de slahandel dreigden kwijt te raken en ook veel tuinders waren niet overtuigd. Desondanks werd in 1975 de aanvoer van sla in zakjes verplicht gesteld en na een stemming onder de telers op 19 december 1975 met 400 voor- en 369 tegenstemmen werd dit bekrachtigd.
Vanaf 1975 groeide de omzet van de veiling sterk door productieintensivering, meer glas, meer verwarming en goede prijzen. In 1980 werd het veilingcomplex uitgebreid met nieuwe verladingsruimten voor kopers en een keuringsstation. 1981 was nog een goed jaar, maar het jaar erop daalden de prijzen van vooral bladgroente door veel aanbod vanuit Italië en Frankrijk. In 1983 werd een recordomzet van 200 miljoen gulden behaald.
De internationale concurrentie nam toe en de handel kreeg te maken met een groei van het grootwinkelbedrijf en dat bracht de drie overgebleven Westlandse veilingen Westerlee, Westland Noord en Westland Zuid in 1982 er toe om over nauwere samenwerking te spreken. Over een fusie werd besproken, maar de veilingbesturen konden het niet eens worden over de locatie waar de fusieveiling moest komen.
Op 15 mei 1985 bezocht de Duitse bondspresident Richard von Weizsäcker de veiling.

### Prijzen onder druk en fusie
In 1984 kwamen regelmatig klachten binnen over de kwaliteit van tomaten. Sommige tuinders vonden vooral kwantiteit belangrijk in plaats van kwaliteit. Er kwam een kwaliteitskeurmerk 'super' die voor betere kwaliteit zorgde, maar niet altijd voor betere prijzen. Hiermee kon het Westlandse product zich wel onderscheiden van het buitenland. In 1985 was de omzetgroei beperkt door buitenlandse concurrentie en in 1986 was de prijsvorming ook matig tot slecht. In 1987 was de omzet gegroeid tot 242 miljoen gulden en was radijs uitgegroeid tot een groot product met een bijdrage van 17% aan de omzet.
Opnieuw in 1987 werd een onderzoek gedaan naar een fusie tussen de drie Westlandse veilingen. Bij een stemming onder de leden waren de leden van Westland Noord voor een fusie, maar de leden van Westland Zuid en Delft-Westerlee tegen. 42 leden van Westland Zuid verlieten vervolgens de veiling en sloten zich aan bij de buurveiling vanwege de betere prijsvorming. Datzelfde jaar tijdens de algemene ledenvergadering kwamen leden terug op de eerdere stemming en besloten werd opnieuw fusiegesprekken te houden. In 1988 werden nieuwe fusiegesprekken gehouden met alleen Westland Noord en bij een stemming stemden 72,3% van de leden voor een fusie. Per 1 januari 1989 heette de nieuwe veilingorganisatie Westland-West. De veiling in 's-Gravenzande bleef functioneren maar de administratie ging naar Poeldijk, de keur werd geharmoniseerd en het bestuur samengevoegd.
Gesprekken met Delft-Westerlee werden weer gestart en na moeizame besprekingen kwam een fusievoorstel. In het voorstel bleef het complex in Westerlee open maar 's-Gravenzande zou dichtgaan. Leden zouden kunnen kiezen om hun producten in Westerlee of in Poeldijk aan te voeren. Ook het personeel mocht kiezen waar zij wilden werken. Het voorstel werd op 25 april 1991 aangenomen en op 30 april was de Coöperatieve Groenteveiling Westland een feit. 31 december 1992 sloot de vestiging Westland Zuid. De veilinggebouwen aan de Gasthuislaan zijn gesloopt en het gebied is in gebruik genomen voor woningbouw.